# Regatul de Foc
Regatul de Foc (titlu original: Reign of Fire) (2002) este un film postapocaliptic fantastic de acțiune regizat de Rob Bowman cu Matthew McConaughey și Christian Bale în rolurile principale. Are loc în anul 2020 în Anglia după ce dragoni au fost treziți din nou.
Filmul a avut încasări de peste 80 de milioane de dolari americani la un buget de 60 de milioane.

## Prezentare
Regatul de Foc are loc cu douăzeci de ani în viitor, când planeta este devastată de dragoni feroci care scuipă foc. Ultimele vestigii ale umanității se luptă acum pentru supraviețuire în avanposturi îndepărtate. Într-un castel englez ruinat din Northumberland, Quinn Abercromby (Christian Bale) încearcă cu disperare să țină împreună o mână de supraviețuitori speriați și agitați. Când era doar un băiat, Quinn și-a văzut mama murind atunci când l-a protejat de una dintre bestii, fiind încă bântuit de această amintire. Într-o zi apare un grup de pungași americani, conduși de un tip dur și obraznic pe nume Denton Van Zam (Matthew McConaughey). El pretinde că a descoperit o modalitate de a ucide dragonii o dată pentru totdeauna și apelează la Quinn pentru a-l ajuta. Dar făcând lucru îl va forța pe Quinn să se confrunte cu propriile sale amintiri înfricoșătoare. Din această cauză, dar și datorită responsabilității lui Quinn față de cei aflați sub protecția sa, se declanșează un conflict între cei doi bărbați. În final, evenimentele îi determină pe amândoi să înțeleagă că trebuie să lucreze împreună pentru a învinge monștrii.

## Distribuție
- Christian Bale este Quinn Abercromby
- Matthew McConaughey ca Denton Van Zan
- Izabella Scorupco ca Alex Jensen
- Gerard Butler este Creedy
- Scott Moutter ca Jared Wilke
- David Kennedy ca  Eddie Stax
- Alexander Siddig ca Ajay
- Ned Dennehy ca Barlow
- Rory Keenan ca Devon
- Terence Maynard ca Gideon
- Doug Cockle ca Goosh
- Randall Carlton ca Burke
- Chris Kelly ca Mead
- Ben Thornton ca tânărul Quinn
- Alice Krige este Karen Abercromby